# Condrò
Condrò település Olaszországban, Szicília régióban, Messina megyében. Lakosainak száma 471 fő (2023. január 1.). Condrò Gualtieri Sicaminò, Pace del Mela és San Pier Niceto községekkel határos.

## Népesség
A település lakossága az elmúlt években az alábbi módon változott:
| Lakosok száma | 486  | 481  | 471  |
|               | 2017 | 2018 | 2023 |